# ویکتور وازارلی

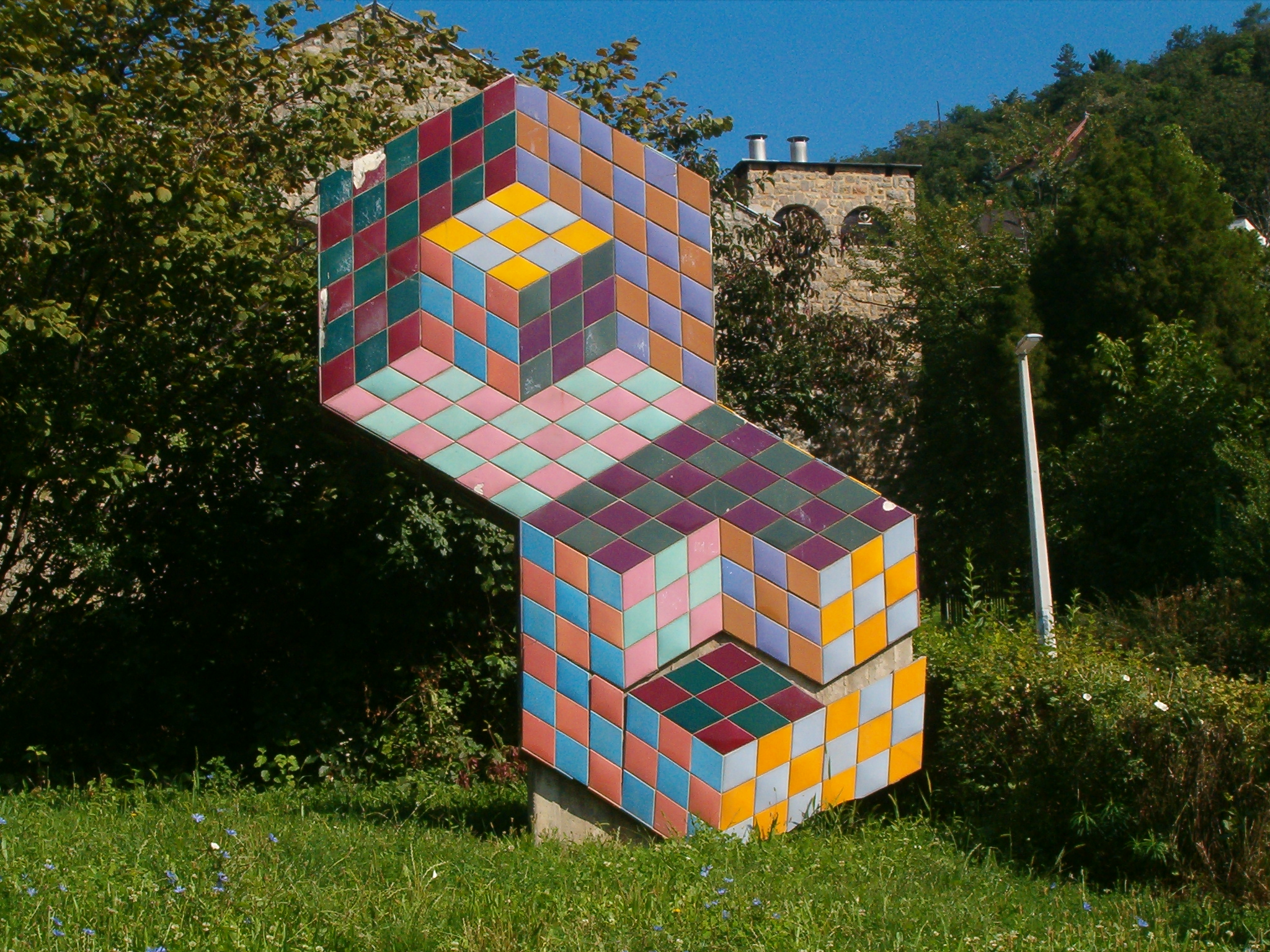
یکی از مجسمه‌های وازارلی در زادگاهش در مجارستان

ویکتور وازارِلی (به فرانسوی: Victor Vasarely) ‏ (۹ آوریل ۱۹۰۶ - ۱۵ مارس ۱۹۹۷) نقاش، طراح و نویسنده مجاری-فرانسوی بود که او را پدر اُپ آرت (هنر دیدگانی) می‌نامند.
وازارلی مبتکر اصلی و یکی از آفرینش‌گران هنر دیدگانی است.
او از هنرمندانی است که بر امکانات کاربردی هنر انتزاعی، تأکید کرده‌اند.

## زندگی و کار

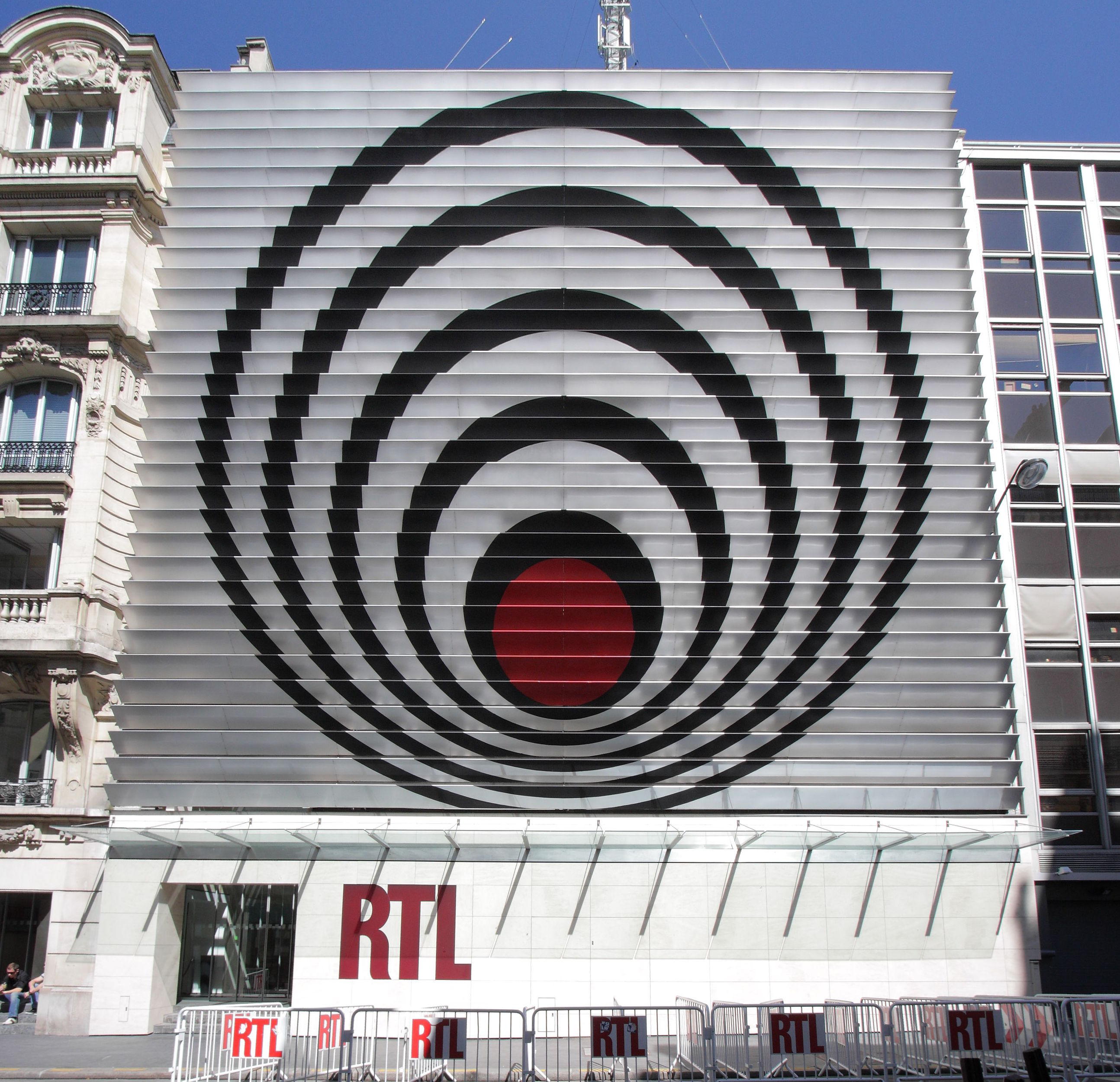
یکی آثار ویکتور وازارِلی

ابتدا در سال ۱۹۲۵ در دانشگاه بوداپست، پزشکی خواند. در سال ۱۹۲۷ درسش را ناتمام رها کرد و در آکادمی هنری بوداپست آموزش دید. از طریق مُهوی ناگ با آثار مالویچ، واسیلی کاندینسکی، گرُپیوس، لوکُربوزیه و پیت موندریان آشنا شد. سخت تحت تأثیر زیبایی‌شناسی کنستروکتیویسم و کارکردگرایی باهاوس قرار گرفت.
در سال ۱۹۳۰ به پاریس رفت و بعداً تابعیت فرانسوی گرفت. کارش را به عنوان طراح گرافیک شروع کرد. در سال ۱۹۴۴ به نقاشی رو آورد. بعد دست به جستجو و تجربه در زمینه‌های رنگ و خطای دید زد.
با از میان برداشتن مرز نقاشی و مجسمه‌سازی، مفهوم عام هنر تجسمی دوبُعدی را مطرح کرد و به این نتیجه رسید که هنرمند به مدد امکانات مواد جدید و صنعت نوین می‌تواند طرح خود را برای مصارف مختلف زندگی روزمره، باز تولید و پخش کند.
هدف وازارلی ایجاد ارتعاش در شبکیه چشم تماشاگر است. او برای این کار از شیوه‌های مختلفی استفاده می‌کرد. آثار ابتدایی او شامل طرح‌های خطی سیاه و سفید روی کاغذ، ورق شفاف پلاستیک یا شیشه بودند ولی در دهه ۱۹۶۰ شکل‌های هندسی، مربع، دایره، مثلث، مستطیل و چندوجهی را با بهره‌گیری از اختلاف و تفاوت رنگ‌های درخشان و طبق قواعد ریاضی، طوری سازمان می‌داد که تصوری از جنبش، پیشایندگی و پس‌روندگی را به بیننده القا کنند.
وازارلی از سال ۱۹۴۷ منحصراً روی هنر کنستروکتیو هندسی کار کرد. او فرم‌های رنگین پیش ساخته‌ای را برای جفت‌کاری‌های مختلف پدیدآورد تا به کمک آن‌ها بتواند هنر ارزان و قابل تکثیری را تولید کند. او در اواخر دههٔ ۱۹۵۰ و در دههٔ ۱۹۶۰ جوایز بین‌المللی متعددی گرفت.
وازارلی همواره تلاش می‌کرد که هنرش برای همه قابل فهم باشد؛ یعنی نیازی نبود که بیننده، معلومات قبلی یا سابقه ذهنی مشخصی داشته باشد، بلکه با دیدن آثار او به سادگی از آن‌ها لذت می‌برد. او در کنار آثاری که خلق می‌کرد، همواره افکار و نظرات‌اش را می‌نوشت و در دسترس همه قرار می‌داد. این متون در نشریات زیادی در آمریکا و اروپا چاپ می‌شد.
او از سال ۱۹۶۱ بیشتر در جنوب فرانسه می‌زیست و دو موزه در پُروانس به نام او نام‌گذاری شده‌اند.
یک موزه در زادگاه‌اش، شهر «پِچ» مجارستان به نام وازارلی است.

## موزه‌ها
- موزه وازارلی، گورودو، فرانسه (۱۹۹۶–۱۹۷۰)
- بنیاد وازارلی، اِکس ـ آن ـ پرُوانس، فرانسه(۱۹۷۶)
- موزه وازارلی، پِچ، مجارستان (۱۹۷۶)
- موزه وازارلی، بوداپست، مجارستان (۱۹۸۷)[۷]